# 61-й стрелковый корпус (1-го формирования)
61-й стрелковый корпус — общевойсковое тактическое соединение (стрелковый корпус) Вооружённых Сил СССР.

## Боевой путь
Перед войной корпус дислоцировался в районе г. Тула. С началом войны штаб, а затем и войска корпуса были переброшены под г. Могилёв, получив в пути приказ о занятии рубежа Шклов, Могилёв, Быхов. 7 июля 61-й корпус был подчинён штабу 13-й армии Западного фронта, который вёл оборону г. Могилёв (Смоленское сражение (1941)).
53-я и 110-я стрелковые дивизии заняли оборону по рубежу р. Днепр севернее Могилёва. На 172-ю стрелковую дивизию возлагалась оборона Могилёва и предмостного укрепления. Здесь же сосредоточились основные силы артиллерии корпуса. 8 июля корпус в составе 53-й, 110-й и 172-й стрелковых дивизий имеет задачей оборонять рубеж р. Днепр на фронте Шклов, Могилёв, Буйничи с полосой предполья по восточному берегу р. Друть. Особое внимание корпуса обращается в направлениях Шклов, Головчин, Могилёв, Березино.
13.7.1941 в районе Шклова командир корпуса генерал-майор Ф. А. Бакунин приказал атаковать немецкий плацдарм силами 20-го мехкорпуса (придан 61-му корпусу; не имел танков) и 110-й стрелковой дивизии.
20-й мехкорпус не успевал сосредоточиться для контрудара (командир корпуса Веденеев Н. Д., доложил, что корпус сможет начать атаку 15 июля; реально он смог выступить только утром 17-го). Поспешный контрудар частей 110-й стрелковой дивизии в направлении Августово, Плещицы был отбит.
Утром 17 июля силами 20-го мехкорпуса и 110-й стрелковой дивизии из района Городище, Дубровка был нанесён новый удар в направлении Копысь, Орша. Войска достигли рубежа Яковлевичи, Принцевка, но были остановлены подошедшими немецкими пехотными частями 9-го армейского корпуса.
К утру 21 июля войска корпуса заняли оборону: 20-й мехкорпус — Чернявка, Рудицы, Ордать, Городище; 110-я стрелковая дивизия — Городище, Княжицы, Плещицы, Мосток.
23 июля части корпуса под сильными ударами противника отошли на рубеж Константиновка, Каменка. Связь штаба корпуса с 172-й стрелковой дивизией, которая оборонялась непосредственно в Могилёве, прервалась. 25-го числа на совещании командиров окружённых соединений в д. Сухари (26 км восточнее Могилёва), на котором присутствовал и командир 61-го стрелкового корпуса генерал-майор Ф. А. Бакунин, обсуждалась возможность вывода оставшихся сил корпуса из окружения. Было решено начать прорыв вечером этого же дня. Планом предусматривалось движение войск тремя маршрутами в общем направлении на Мстиславль, Рославль. В авангарде следовал 20-й механизированный корпус, в арьергарде — наиболее боеспособные части 110-й стрелковой дивизии.
Командир отрезанной от основных сил 172-й стрелковой дивизии генерал-майор Романов М. Т. принял решение выходить из окружённого Могилёва самостоятельно.
К этому времени в расположение 61-го корпуса вышли остатки 1-й мотострелковой дивизии, 161-й стрелковой дивизии и некоторые другие части 20-й армии.
В ночь на 26 июля остатки 61-го стрелкового корпуса тремя колоннами начали прорыв их окружения в направлении Чаусы. Однако, попытка организованного выхода корпуса из окружения не удалась: после двухдневных боёв и полного разгрома дивизий корпуса, его командир генерал-майор Ф. А. Бакунин приказал пробиваться на восток мелкими группами, перед этим уничтожив всю технику и разогнав лошадей. Он вывел из окружения группу в 140 человек. 3 августа был взят в плен начальник артиллерии 61-го корпуса комбриг Н. Г. Лазутин.
В составе действующей армии 61-й стрелковый корпус (1-го формирования) числился с 7 июля 1941 по 5 августа 1941 года, когда был расформирован.
Весной 1943 года был сформирован 61-й стрелковый корпус (2-го формирования), который в составе действующей армии находился с 12.07.1943 по 9.05.1945 г.

## Командование корпуса
Командир корпуса:
- генерал-майор Ф. А. Бакунин  04.01.1940-23.11.1941

Военный комиссар:
- бригадный комиссар И. В. Воронов (до 26.7.1941, погиб при выходе из окружения)

Начальник штаба:
- генерал-майор И. И. Биричев  20.06.1941 - до 06.7.1941 — выбыл по ранению)
- подполковник А. Н. Коряков (с 7.7.1941)
- полковник В. М. Асафов

## Состав корпуса на 7 июля 1941 года
- 53-я стрелковая дивизия (полковник Бартенев И. Я.)
- 110-я стрелковая дивизия (полковник Хлебцев В. А.)
- 172-я стрелковая дивизия (генерал-майор Романов М. Т.)

## Память
- Возле посёлка Буйничи, где в 1941 году во время обороны Могилёва проходили ожесточённые бои 172-й стрелковой дивизии под командованием генерал-майора М. Т. Романова, создан мемориальный комплекс Буйничское поле.
- Командир 388-го стрелкового полка 172-й стрелковой дивизии полковник Кутепов С. Ф. послужил одним из прообразов комбрига Серпилина, героя романа «Живые и мёртвые» писателя К. Симонова.